# پیر گیبو
پیر گیبو (انگلیسی: Pierre Gibaud؛ زادهٔ ۲۲ آوریل ۱۹۸۸) بازیکن فوتبال اهل فرانسه است.
از باشگاه‌هایی که در آن بازی کرده‌است می‌توان به باشگاه فوتبال لو مان، باشگاه فوتبال ستاره سرخ، و باشگاه فوتبال سوشو اشاره کرد.